# Protocytheretta karlana
Protocytheretta karlana is een mosselkreeftjessoort uit de familie van de Cytherettidae. De wetenschappelijke naam van de soort is voor het eerst geldig gepubliceerd in 1935 door Howe & Pyeatt.